# Jacquou le Croquant (film)
Jacquou le Croquant è film del 2007 diretto da Laurent Boutonnat e tratto dal romanzo omonimo di Eugène Le Roy.
Il film è anche il remake della miniserie omonima del 1969, anch'essa tratta dal romanzo di Le Roy.

## Trama
1815. Jacquou, un giovane contadino della regione del Périgord, vive felice con i suoi genitori. La sfortuna cade sulla famiglia quando il padre di Jacquou viene ricercato per aver ucciso i servitori di un nobile crudele e arrogante, il conte di Nansac. Il padre di Jacquou fugge dalla città, ma promette al figlio che si riunirà alla famiglia il prima possibile. Jacquou conosce Galiote, la figlia di Nansac, e la sua tata Lina quando la madre inizia a lavorare come cameriera al castello di Nansac sotto falsa identità. In un primo momento Jacquou cerca di fare del male a Galiote facendola assalire da un branco di maiali; ma poi cambia idea e la salva. Poco dopo questo fatto, la madre di Jacquou perde il lavoro ed è costretta a lasciare il castello insieme a Jacquou. A peggiorare la situazione, il padre di Jacquou viene catturato, processato e giustiziato. Jacquou giura di vendicare la morte del padre. La madre di Jacquou muore poco dopo di dolore.
Non avendo nessuno che possa prendersi cura di lui, Jacquou inizia a vivere per le strade insieme ad altri bambini con i quali fa ben presto amicizia. In una fredda notte d'inverno, Jacquou decide di suicidarsi lasciandosi morire assiderato nel cimitero accanto a una chiesa. I fischi inaspettati di un gufo svegliano il prete locale, che insieme all'amico medico salvano la vita a Jacquou, il quale da quel momento cresce sotto la loro protezione e aiuta il sacerdote come chierichetto.
Divenuto adulto, Jacquou ha il suo primo scontro con Nansac durante una gara di ballo. Nansac si presenta, non invitato, con la sua banda di servi per rovinare la festa. Jacquou umilia Nansac e sfida la sua autorità di fronte a tutti i cittadini. Infuriato, Nansac fa catturare Jacquou e lo fa gettare dentro un pozzo sotterraneo. Jacquou riesce però ad uscire, trova un luogo piene di armi da fuoco e con i suoi amici studia un piano per rovesciare Nansac. Quando rientra a casa, Jacquou vi trova al suo interno Galiote che si è lì riparata dalla pioggia. Dopo averle dato dei vestiti asciutti, Jacquou le ordina di andarsene. Quando Galiote esce dalla casa si trova di fronte ad una folla inferocita e riesce solo per caso a scampare alle loro mani.
Jacquou, insieme ai suoi amici, attacca il castello di Nansac. Molti dei servi di Nansac vengono uccisi e i nobili si ritrovano con le spalle al muro. Jacquou affronta Nansac in duello e riesce a sconfiggerlo. Quando la gente lo spinge ad ucciderlo, Jacquou risponde che preferisce vederlo in rovina. Il castello viene dato alle fiamme, ma Galiote si trova ancora nella sua stanza. Jacquou torna quindi indietro per salvarla.
Tempo dopo, Jacquou si trova davanti ad un tribunale con l'accusa di avere violentato Galiote. Galiote testimonia a suo favore giurando che tra i due non c'è mai stato nulla. Jacquou viene liberato e Nansac, che aveva imbastito l'accusa, ormai senza soldi e senza dimore, si trova costretto ad affrontare un'altra sconfitta.
Poco dopo gli amici di Jacquou lo informano che Galiote è in procinto di lasciare la città in cerca di lavoro. Persuaso da Lina, Jacquou va a dirle addio. I due, ormai riconciliati, si abbracciano.

## Produzione
Le riprese del film hanno avuto luogo dal 1º febbraio al 15 settembre 2005.

## Accoglienza
La rivista Variety ha dato al film una recensione positiva, lodandolo per i "temi piacevolmente Dickensiani". Caratteristica del film è "l'essere stato montato in un vecchio stile mini-epico", Variety loda anche la fotografia del film dicendo che "Molte scene di esso sembrano incisioni d'epoca o dipinti ad olio."

## Premi e candidature[3]
| Anno | Premio       | Categoria            | Ricevente              | Risultato   |
| ---- | ------------ | -------------------- | ---------------------- | ----------- |
| 2008 | Premio César | Migliore scenografia | Christian Marti        | Candidato/a |
| 2008 | Premio César | Miglior costumi      | Jean-Daniel Vuillermoz | Candidato/a |